# 黒川谷川
黒川谷川（くろかわだにがわ）は、徳島県三好市を流れる吉野川水系の河川である。

## 地理
三好市（旧三好郡山城町）の塩塚峰に発し、平野・黒川の小盆地をつくる。銅山川へ合流する。
旧山城町内にある半田岩は水と紅葉が美しい。黒川谷川はホタルの里として有名で、流域では「黒川谷川ホタル祭り」が催されている。河川には落差約30mの半田岩がかかる。

## 名所
- 半田岩
- 塩塚峰

## 流域の自治体
徳島県
三好市